# Чагин, Фёдор Иванович
Фёдор Иванович Чагин (1859—1887) — русский архитектор, академик Императорской Академии художеств.

## Биография
Родился в селе Бурашеве, Тверской губернии, где с 1858 года поселился его отец, отставной штабс-ротмистр Иван Алексеевич Чагин, бывший участником Венгерской и Севастопольской кампаний, потомок древнего дворянского рода. Детство провёл в деревне, затем поступил в училище живописи, ваяния и зодчества Московского Художественного Общества, где обнаружил раннее развитие дарований и блестящие успехи. Несмотря на свою молодость, он был другом директора училища и под руководством г-на Быковского предпринимал постройки. Шестнадцати лет он писал масляными красками картины, о которых говорили газеты. В 1875—1876 учебном году он был удостоен малой серебряной медали за проект церкви, а в следующем году, семнадцати лет от роду, окончил курс училища, получив звание архитектора.
Поступил в Императорскую Академию художеств (1877), где пробыл пять лет, работая под руководством профессоров Шретера и Гуна. За проект «здания окружного суда в столице» был удостоен большой золотой медали (1881) и получил звание классного художника. Был направлен в качестве пенсионера Академии художеств за границу (1882). Сначала он посетил Германию, изучая в Берлине общественные здания в художественном и техническом отношении, знакомясь в Нюрнберге со средневековыми памятниками и осматривая в Мюнхене музеи, академии, выставки.
Затем он, проведя несколько времени в Швейцарии для поправления расшатанного усиленным трудом здоровья, отправился в Рим. Осматривая всесторонние художественные сокровища вечного города, Чагин заинтересовался преимущественно памятниками древнехристианского и византийского стилей. Занятие этой отраслью искусства так его увлекло, что послужило специальной канвой для его художественных трудов, вселило в него огромный интерес к археологическим исследованиям и желание пополнить и обогатить этот отдел искусства новыми сведениями и собраниями ещё нетронутых памятников. Древнехристианские и византийские сокровища Рима и других больших городов Италии достаточно известны и изучены, исключение представляет только восточный берег Италии, поэтому Чагин весной 1883 года отправился посетить некоторые более обещавшие города северной и средней Италии, оставляя восточный берег южной Италии до другого раза. Путешествие не ограничилось Италией; он закончил его поездкой по Истрии и Далмации — странам, богатым древнехристианскими и византийскими памятниками, мало известными художественному и ученому миру.
Результатом этой поездки было с лишком 300 рисунков; 106 рисунков приобрела академия, оценив их в 150 червонцев и выразив Чагину особую похвалу как за выбор художественного материала, так и за мастерское выполнение. Большинством рисунков воспользовался профессор Венского университета и директор королевского музея древностей археолог Рудольф Эйтельбергер, поместив их в своем труде «Die Mittelalterlichen Kunstdenkmale Dalmatiens» (Wien, 1884, IV Band). Осенью 1883 года Чагин возвратился в Рим и занялся изучением классической римской архитектуры и приведением в порядок своих путевых работ. Зимой 1854 г. он объехал юг Италии и в Палермо, сообща с своим товарищем А. Померанцевым, приступил к большой и цельной работе по Палатинской капелле св. Петра. В 1886 году, отослав свои работы по Capella Palatina в Петербург, где они были приобретены Академией Художеств, Чагин путешествовал по Германии и Франции, занимаясь изучением средневековой архитектуры. После микроскопически тщательной отделки снимков с фресок Capella Palatina, представив свои последние работы по готике, он поразил силой и удивительной верностью и рельефностью рисунка. Эти исполненные графитной тушью работы, кроме художественного интереса, представляли совершенство техники. В это время профессор лондонской Академии Художеств Фине Спирс писал молодому архитектору, прося дать ему для напечатания в издаваемой им книге по архитектуре один из его последних рисунков, так как английские архитекторы давно уже бьются, чтобы отыскать простой и легкий способ передачи архитектурных мотивов, а способ, придуманный Чагиным, по словам Спирса, вполне соответствовал требованиям архитекторов.
Тотчас по возвращении из-за границы, в 1887 году, Чагину предложено было занять место адъюнкт-профессора при Императорской Академии Художеств и вслед за тем он поступил учителем рисования в ремесленное училище Цесаревича Николая. Он продолжал усиленно работать, отдавая дни преподавательской деятельности, а ночи — работе по проекту Миланского собора, исполнению мелких заказов и работ на второстепенные конкурсы. Весной 1887 года он захворал брюшным тифом и слег в постель. При конкурсе на Миланский собор он состязался со всеми лучшими архитекторами Италии и известными по готике силами Франции и Германии; жюри, в состав которого входили знаменитые знатоки готической архитектуры, признало работу Чагина, в числе 15 других, достойной быть детально разработанной для окончательного конкурса, из общего числа 270 поданных на конкурс работ. Известие об этом сильно оживило больного Чагина, и он говорил домашним, что болезнь помогла ему обдумать все мельчайшие детали собора. Но 8-го июня болезнь усилилась и 12-го июня не стало талантливого архитектора. Академия Художеств приобрела у вдовы покойного его проект Миланского собора. «Никто не может оставаться равнодушным пред исчезновением такого таланта, а когда за этим талантом кроется ещё такая душа, какая была у Чагина, потеря поражает каждого», — так пишет о нём архитектор Реймсского собора, а другой, английский, архитектор, которому Чагин имел случай дать несколько указаний, говорит, что он «чувствует, какую великую пользу он извлек из наставлений Чагина и как высоко он ценит его удивительную скромность, которая заметна была во всем, что он делал».